# Reichenbach (Kocher)
Der Reichenbach ist ein fünf Kilometer langer rechter Bachlauf in den Gemarkungen der Kleinstadt Langenburg und vor allem der Gemeinde Braunsbach im Landkreis Schwäbisch Hall im nördlichen Baden-Württemberg, der im kleinen Braunsbacher Dorf Steinkirchen von rechts und Osten in den mittleren Kocher mündet.

## Geographie

### Verlauf
Der kleine Bach entspringt beim Braunsbacher Weiler Zottishofen auf dem schmalen Hochebenenstreifen der Hohenloher Ebene zwischen Kocher- und Jagsttal aus mehreren Quellen, deren östlichste eben noch auf oder an Langenburger Gemarkung liegen. Die höchste und mündungsfernste liegt östlich der Kreisstraße K 1042 Nesselbach–Laßbach in der kleinen und strauchbestandenen Delle des Landsbrauches zwischen Äckern, unweit eines Windrades auf dem Kamm zwischen den Flusstälern. Von hier an fließt das Wasser geradewegs und nördlich an Zottishofen vorbei nach Westen, meist neben einem Feldweg. Beim Erreichen der oberen Kante des rechten Kochertalhangs stürzt es im Kerbeinschnitt der Haldenklinge rasch zu Tale. Dieser steilen Klinge stoßen bald mit jeweils einem Wasserlauf erst die Lausenklinge von links und danach die kürzere Sandhaldenklinge von rechts zu. Der erste dieser beiden Nebenbäche, wenig kürzer als der Hauptast, beginnt etwas südlicher auf der Hochebene, folgt ebenfalls Feldwegen und durchläuft unterwegs Zottishofen, während der zweite nur ein kurzer Klingenzufluss ist. Schon am unteren Ende des Schluchtwaldes der Haldenklinge läuft von recht noch die wieder etwas längere Lichsenklinge zu, deren Bachlauf ebenfalls auf der Hochebene beginnt. In inzwischen flacherem Lauf erreicht der Reichenbach den Ort Steinkirchen, durchquert das kleine Braunsbacher Dorf und mündet dann unterhalb des Wehrs von rechts und Osten in den Kocher, dessen Lauf hier an den linken Hangfuß ausweicht.

### Einzugsgebiet
Das 6,4 km² große Einzugsgebiet gehört naturräumlich gesehen zu den Kocher-Jagst-Ebenen, liegt überwiegend im Teilraum Östliche Kocher-Jagst-Ebene  und zuletzt mündungsnah im Teilraum Mittleres Kocher- und Unteres Bühlertal.
Es grenzt reihum
- im Norden an das des Weilersbachs
- im Osten an das der Jagst auf dem Abschnitt zwischen dem linksseits von der Wasserscheide her zulaufenden Schnorrenberggraben und aufwärts des Baches aus der Langenburg-Nesselbacher Stechbergklinge
- im Südosten an das des Orlacher Bachs
- im Südwesten an das des Jungholzhausener Bachs.
- Im Westen gibt es am rechten Talhang des Kochers keinerlei beständigen konkurrierenden Zufluss zu diesem.

Der größere Teil der entwässerten Fläche gehört der offenen Hochebene an, der kleinste den mäßigen Hanglagen des unteren Tals. Auf der recht leeren Hochebene trocknen sommers die Oberläufe oft aus, sie laufen zumeist als begradigte Gräben neben Feldwegen in einer ackerbaulich genutzten Landschaft. In der oberen und mittleren Klinge und beidseits davon hinauf bis zur Wasserscheide zu den Nachbarbächen steht dichter Mischwald, nach der Flurgrenze folgt talwärts bis an den Siedlungsrand Grünland.

### Zuflüsse
Liste der Zuflüsse von der Quelle zur Mündung. Gewässerlänge, Einzugsgebiet und Höhe nach den entsprechenden Layern auf der Onlinekarte der LUBW. Andere Quellen für die Angaben sind vermerkt.
Ursprung des Reichenbachs auf etwa 469 m ü. NHN ca. 1,5 km nordöstlich von Braunsbach-Zottishofen noch auf dem Langenburger Flurgewann Landsbrauch an einem Feldweg. Das Gewässer läuft von Anfang bis Ende recht genau westlich, nach etwa einem Drittel seines Laufs tritt er in die bewaldete Haldenklinge ein.
- (Bach durch die Lausenklinge), von links und Ostsüdosten auf 376,3 m ü. NHN[LUBW 4] an deren Zulauf zur Haldenklinge ca. 0,9 km westnordwestlich von Zottishofen, 1,9 km und ca. 1,3 km².[LUBW 5] Entsteht auf etwa 468 m ü. NHN etwa 0,2 km diesseits des Wasserbehälters zwischen Langenburg-Nesselbach und Zottishofen an der Gemarkungsgrenze und an der Hohen Straße. Läuft in der Folge vor dem Eintritt in den Klingenabschnitt durch Zottishofen und erst nach dem Dorf nicht mehr als Weggraben.
- (Bach durch die Sandhaldenklinge), von rechts und auf 449,9 m ü. NHN[LUBW 4], über 0,4 km und ca. 0,6 km².[LUBW 5] Entsteht auf etwa 415 m ü. NHN ca. 1,4 km nordwestlich von Zottishofen in seiner oberen Waldklinge. Hat oberhalb einen nur intermittierenden Lauf von weiteren ca. 0,7 km².[LUBW 6], der an der L 2547 aus Braunsbach-Tierberg nach Zottishofen beginnt.
- (Bach durch die Lichsenklinge), von links und Südosten auf 301,7 m ü. NHN etwa 1,2 km östlich von Braunsbach-Steinkirchen am unteren Klingenwaldrand, 1,3 km und ca. 0,9 km².[LUBW 5] Entsteht auf etwa 442 m ü. NHN etwa 0,7 km nordnordöstlich von Braunsbach-Jungholzhausen beim Gewann Mühl.

Mündung des Reichenbachs von rechts und Osten auf ca. 232 m ü. NHN in Steinkirchen in den mittleren Kocher. Der Reichenbach ist 5,1 km lang und hat ein 6,4 km² großes Einzugsgebiet.

## Geologie
Im Südosten des Einzugsgebietes liegt im Bereich der Hohen Straße quartäres Löss-Sediment, überall sonst auf der Hochebene meist Unterkeuper. Die oberen Klingeneinschnitte liegen im Oberen Muschelkalk, im unteren Tal setzt etwa an der Flurgrenze der Mittlere, grob an der Ortsgrenze der Untere Muschelkalk ein, der flache Talboden des Kochertals mit der Mündung ist mit Auensedimenten gefüllt.
Im Landsbrauch liegt fluvial umgelagerter Feuerstein-Schotter, der kurze Zeit nach der Flussumkehr zum rheinischen Abflusssystem angeschüttet wurde.

## Schutzgebiet
Die Klingen an ihren Einschnitten und die Untertäler, ausgenommen nur das Dörfchen Steinkirchen und sein Weichbild, dazu der Großteil der Waldhöhen im nordwestlichen und westlichen Einzugsgebiet liegen im Landschaftsschutzgebiet Kochertal zwischen Schwäbisch Hall und Weilersbach mit Nebentälern, das insgesamt etwa ein Drittel von dessen Fläche umfasst.

## Geschichtliches
Auf dem Mündungssporn der Lichsenklinge steht ein Grabhügel. Der zweitlängste Lausenklingen-Oberlauf beginnt im Gewann Hohe Straße, ein in der größeren Umgebung nicht seltener Name, meist an alten, teilweise sogar vorgeschichtlichen Höhenwegen, auf denen früher die wenig günstigen Talstrecken gemieden wurden. Hier trifft sich der nord-südliche Hügelkamm zwischen den beiden großen Flüssen und ein west-östlicher, auf dem heute eine Kreisstraße die beiden großen Flusstäler verbindet.

### LUBW
Amtliche Online-Gewässerkarte mit passendem Ausschnitt und den hier benutzten Layern: Lauf und Einzugsgebiet des Reichenbachs

Allgemeiner Einstieg ohne Voreinstellungen und Layer: Daten- und Kartendienst der Landesanstalt für Umwelt Baden-Württemberg (LUBW) (Hinweise)
1. 1 2 3  Höhe nach dem Höhenlinienbild auf dem Hintergrundlayer Topographische Karte.
2. 1 2  Länge nach dem Layer Gewässernetz (AWGN).
3. 1 2 3  Einzugsgebiet nach dem Layer Basiseinzugsgebiet (AWGN).
4. 1 2  Höhe nach schwarzer Beschriftung auf dem Hintergrundlayer Topographische Karte.
5. 1 2 3  Einzugsgebiet abgemessen auf dem Hintergrundlayer Topographische Karte.
6. ↑  Länge abgemessen auf dem Hintergrundlayer Topographische Karte.
7. ↑  Schutzgebiete nach den einschlägigen Layern, Natur teilweise nach dem Layer Biotop.

### Andere Belege
1. ↑  Wolf-Dieter Sick: Geographische Landesaufnahme: Die naturräumlichen Einheiten auf Blatt 162 Rothenburg o. d. Tauber. Bundesanstalt für Landeskunde, Bad Godesberg 1962. → Online-Karte (PDF; 4,7 MB)
2. ↑  Geologie nach den Layern zu Geologische Karte 1:50.000 auf: Mapserver des Landesamtes für Geologie, Rohstoffe und Bergbau (LGRB) (Hinweise)
3. ↑  Geotop mit Feuersteinschotter (PDF; 308 kB) auf der Website des LGRB.